# Andorra i olympiska vinterspelen 2006
Andorra deltog i olympiska vinterspelen 2006. Andorras trupp bestod av 4 män och 2 kvinnor.

## Resultat

### Alpin skidåkning
- Störtlopp herrar
  - Alex Antor - 39
  - Roger Vidosa - 50

- Super-G herrar
  - Alex Antor - DNF

- Slalom herrar
  - Roger Vidosa - 27
  - Alex Antor - DNF

- Kombinerad herrar
  - Roger Vidosa - DNF
  - Alex Antor - DNF

### Längdskidåkning
- 15 km herrar
  - Francesc Soulié - 71

- 50 km herrar
  - Francesc Soulié - DNF

- 15+15 km herrar
  - Francesc Soulié - DNF